# Andrius Vyšniauskas
Andrius Vyšniauskas (* 9. Dezember 1987 in Marijampolė) ist ein litauischer konservativer Politiker (TS-LKD), Seimas-Mitglied, ehemaliger Leiter der Liga Junger Konservativer Litauens.

## Leben
Nach dem Abitur 2006 an der 66. Mittelschulė Marijampolė (heute Sūduva-Gymnasium) absolvierte Andrius Vyšniauskas von 2006 bis 2010 das Bachelorstudium der Politikwissenschaft an der Vytautas-Magnus-Universität in Kaunas und von 2010 bis 2012 das Masterstudium der vergleichenden Politik an der Universität Vilnius in der litauischen Hauptstadt Vilnius. 
Von 2014 bis 2020 war Andrius Vyšniauskas   Wahlkampfleiter von Vaterland Union-Litauische Christdemokraten.
Von 2015 bis 2020 war er Mitglied im Rat der Gemeinde Marijampolė, von 2019 bis 2020 Vorsitzender des Anti-Korruptions-Kommission. 
Von 2011 bis 2012 war er Assistent des litauischen Ministerpräsidenten für Jugendpolitik und Öffentlichkeitsarbeit im Büro des Ministerpräsidenten.
Von 2012 bis 2018 arbeitete er als Assistent der Oppositionsführer im Seimas  in der Seimas-Kanzlei. Seit 2020 ist er Seimas-Mitglied. Dort ist er Mitglied des Europaausschusses und des Rechtsausschusses. 2024 war er Vorsitzender der TS-LKD-Seimasfraktion. 
Andrius Vyšniauskas ist Mitglied der Union der litauischen politischen Gefangenen und Exilanten, Mitglied der Liga Junger Konservativer.
Andrius Vyšniauskas ist verheiratet.